# Gatito Fernández
Roberto Júnior Fernández Torres, mais conhecido como Gatito Fernández (Assunção, 29 de março de 1988), é um futebolista paraguaio que atua como goleiro. Atualmente defende o Cerro Porteño e a Seleção Paraguaia.

## Carreira

### Início
Herdou o apelido de seu pai, Roberto Fernández, conhecido como Gato, que também atuou como goleiro e chegou a jogar no Brasil. Gatito começou sua carreira profissional pelo Cerro Porteño em 2007, clube no qual seu pai teve três passagens.
Gatito se tornou campeão paraguaio com o Cerro em 2009.

### Estudiantes
Após a conquista do título com o Cerro, foi contratado pelo clube argentino Estudiantes, sendo vice-campeão do Mundial de Clubes de 2009. Gatito não chegou a fazer nenhuma partida oficial pelo Estudiantes, e deixou o clube na metade do ano de 2010.

### Racing Club
Em 2010, foi contratado pelo Racing, atuando em 15 jogos do Campeonato Argentino.

### FC Utrecht
Em agosto de 2011, FC Utrecht anunciou sua contratação por empréstimo de um ano para cobrir uma possível saída do goleiro holandês Michel Vorm.

### Retorno ao Cerro Porteño

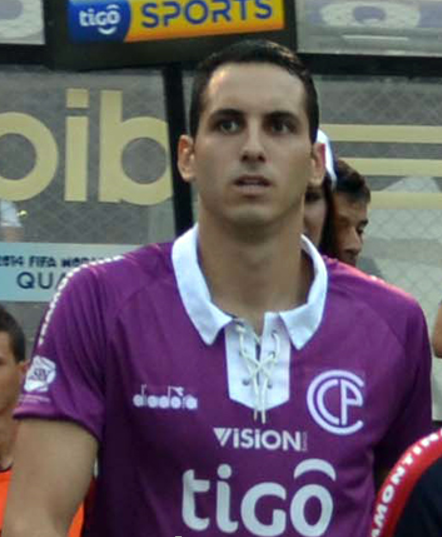
Gatito atuando pelo Cerro Porteño.

Em 2012, retornou ao Cerro Porteño. Em 2013, Gatito venceu a disputa pela titularidade contra seu companheiro de time Diego Barreto, atuando em 35 partidas do campeonato e no mesmo ano foi novamente campeão paraguaio. No ano seguinte, Gatito continuou como titular atuando também na Copa Libertadores, onde o Cerro Porteño chegou até às oitavas de final, sendo eliminado pelo Cruzeiro.

### Vitória
Em 28 de julho de 2014, se transferiu para o Vitória. Inicialmente, o goleiro havia sido contratado para ser o reserva imediato ou até disputar vaga com o então titular Wilson. Porém, Gatito pôde disputar algumas partidas como camisa 1 na reta final do Campeonato Brasileiro, após uma lesão de Wilson. Entretanto, o rubro-negro baiano acabou rebaixado para a Série B ao fim da temporada. Em 2015, Gatito Fernández foi um dos responsáveis pelo acesso do Vitória para a Série A, tendo substituído Fernando Miguel no meio da Série B, sendo assim, considerado um dos melhores goleiros do torneio e idolatrado pela torcida.

### Figueirense
No dia 15 de janeiro de 2016, o Figueirense anunciou a contratação de Gatito, após a saída de Alex Muralha para o Flamengo. Nos primeiros meses com a camisa do Figueirense, Gatito teve algumas atuações irregulares, chegando a ficar na reserva do goleiro Júnior Oliveira. Porém, ao decorrer do campeonato, ele recuperou sua titularidade e acabou fazendo boas atuações. No dia 12 de julho daquele ano, o Figueirense que completava 95 anos enfrentou em casa o Flamengo em uma partida válida pelo Campeonato Brasileiro. Gatito Fernández acabou fazendo um dos seus jogos mais memoráveis com a camisa do time efetuando quatro grandes defesas e fechando o gol. O jogo terminou com a vitória do Figueirense sobre o Flamengo por 1 a 0 com um gol de Rafael Moura.
No dia 25 de outubro de 2016, Gatito foi convocado para a disputa da 11ª e 12ª rodadas das eliminatórias da América do Sul para a Copa do Mundo de 2018, na Rússia. A primeira partida foi contra o Peru no dia 10 de novembro, no Defensores del Chaco. Depois, os paraguaios enfrentaram a Bolívia pela 12ª rodada da competição. No mesmo ano, o time de de Santa Catarina foi rebaixado para a segunda divisão, terminando o campeonato na décima oitava posição.

### Botafogo
Com a saída do goleiro Sidão para o São Paulo e com o goleiro Jefferson ainda lesionado, o Botafogo anunciou a contratação de Gatito Fernández no dia 14 de dezembro de 2016. No dia 22 de fevereiro de 2017 o Botafogo enfrentou o Olimpia no estádio Defensores del Chaco, no Paraguai, pela segunda fase da Copa Libertadores. Gatito não esteve escalado no time titular, mas após uma lesão do goleiro Helton Leite durante o jogo, Gatito entrou aos 17 minutos do segundo tempo. A partida terminou empatada por 1 a 1, e a disputa para a vaga para a fase de grupos da Libertadores acabou indo para os pênaltis. Durante as cobranças, Gatito defendeu 3 penalidades, um no lado esquerdo, um no meio e outro no lado direito, sendo o herói do jogo e garantindo o Botafogo na fase seguinte da competição.
Na Copa do Brasil de 2017, dia 26 de abril jogo contra o Sport, Gatito defendeu um pênalti do jogador Diego Souza, mais uma vez sendo o herói do time. Em 2 de julho de 2017, Gatito pegou o pênalti do jogador Jô no jogo contra o Corinthians, pelo Brasileirão que terminou 1-0. Na Copa do Brasil de 2017, Gatito conquistou o prêmio de melhor goleiro da competição. No fim do mesmo ano, o goleiro paraguaio recebeu o prêmio de melhor jogador estrangeiro do Campeonato Brasileiro.
No dia 8 de abril de 2018, com um gol marcado aos 49 minutos do segundo tempo pelo argentino Joel Carli, o Botafogo acabou derrotando o Vasco da Gama no segundo jogo da final do Campeonato Carioca por 1 a 0, em um Maracanã lotado, levando a decisão para os pênaltis, já que o primeiro jogo havia sido 3 a 2 para o Vasco. Gatito Fernández se destacou defendendo as cobranças de Werley e Henrique, tornando-se um dos heróis da partida e consagrando o Botafogo como campeão carioca de 2018.
No dia 23 de abril de 2018, em um jogo do Campeonato Brasileiro contra o Sport, em Recife, Gatito sofreu um trauma direto no punho direito depois de fazer uma defesa. Após seis meses lesionado, Gatito voltou ao time titular do Botafogo e no jogo da sua volta contra o Corinthians, fez um milagre nos últimos minutos, garantindo a vitória para o Botafogo, já que a partida terminou com o resultado de 1 a 0 para o alvinegro carioca. As boas atuações de Gatito na reta final do Campeonato Brasileiro de 2018 foram fundamentais para que o time permanecesse na série A.
No dia 2 de junho de 2019, Gatito completou sua centésima partida pelo Botafogo no clássico contra o Vasco da Gama. Aos 24 minutos do primeiro tempo Gatito fez grande defesa na cabeçada de Marrony e no restante do jogo não levou gols garantindo a vitória do Botafogo por 1 a 0.
Em 19 de fevereiro de 2020, durante a segunda rodada da Copa do Brasil de 2020, o Botafogo empatou por 1 a 1 no tempo normal contra o Náutico, o que acabou levando o jogo para os pênaltis. Gatito defendeu as penalidades de Ronaldo Alves e de Guillermo Paiva, garantindo a classificação do Botafogo para a fase seguinte da competição. Na décima primeira rodada do Campeonato Brasileiro de 2020, Gatito foi o grande destaque na partida contra o Santos. Durante o jogo, o goleiro fez grandes defesas, garantiu o empate por 0 a 0 e foi bastante elogiado pela mídia, pela torcida do Botafogo e até por torcedores de outros clubes.
Em 23 de setembro, no empate contra o Vasco da Gama por 0 a 0 na Copa do Brasil, Gatito fez o seu último jogo no ano de 2020 pelo Botafogo. Após a partida, ele foi diagnosticado com um edema ósseo em seu joelho. Mesmo não estando totalmente recuperado fisicamente, Gatito atuou pela Seleção Paraguaia contra a Seleção Peruana em uma partida válida pelas Eliminatórias da Copa do Mundo FIFA de 2022. Durante o jogo, o goleiro sentiu dores no seu joelho, mas optou por continuar em campo. A partida terminou empatada por 2 a 2. Pouco tempo depois a lesão de Gatito acabou se agravando e ele ficou impossibilitado de jogar durante mais de um ano.

#### Polêmica com o VAR
Na sexta rodada do campeonato brasileiro de 2020, o Botafogo enfrentou em casa o Internacional e teve 2 gols anulados pelo VAR. O jogo terminou com a vitória do Internacional por 2 a 0 e na saída, Gatito deu um chute na cabine do VAR, derrubando o monitor e danificando o equipamento. Em novembro, o Superior Tribunal de Justiça Desportiva puniu o goleiro com uma suspensão de 3 jogos e com uma multa de R$ 26,6 mil reais. Após o ocorrido, Gatito se manifestou nas suas redes sociais pedindo desculpas pelo seu ato:
| “ | Gostaria de pedir desculpas à comissão de arbitragem e a todos árbitros de todo o Brasil pelo incidente que eu tive com o VAR. Foi uma má decisão que eu tive nesse jogo. Jamais foi a minha intenção derrubar a cabine. Respeito todos os profissionais que trabalham na arbitragem do Brasil, em todas as categorias. Sei que o VAR é uma ferramenta nova, que está sendo usada no mundo inteiro, veio para ficar e ajudar o futebol. A gente ainda está se acostumando com isso, mas novamente peço desculpas. Gatito Fernández | ” |

Na temporada de 2021, devido à lesão no joelho, Gatito não chegou a atuar em nenhuma partida, sendo relacionado apenas no último jogo da Série B contra o Guarani, onde acabou ficando no banco de reservas.
Em dezembro de 2021, Gatito renovou seu contrato com o Botafogo, assinando um contrato até o final de 2022.

#### 2022
Após mais de uma temporada parado, Gatito retornou aos gramados no Campeonato Carioca no empate contra o Boavista por 1 a 1, onde fez defesas importantes e demonstrou bastante segurança. No clássico contra o Vasco no dia 13 de fevereiro também pelo Campeonato Carioca, Gatito teve uma atuação de destaque fazendo grandes defesas e garantindo a vitória do Botafogo por 1 a 0. No final do jogo, Gatito dedicou a vitória ao Enderson Moreira, ex-treinador do Botafogo, que havia sido desligado recentemente do clube.
No dia 8 de maio, Gatito se destacou novamente em um clássico, dessa vez contra o Flamengo ao fazer o total de 8 defesas garantindo a vitória do Botafogo por 1 a 0 na quinta rodada do Brasileirão. No dia 4 de setembro, Gatito voltou a defender uma cobrança de pênalti no jogo contra o Fortaleza. O goleiro conseguiu espalmar a penalidade cobrada por Róbson e logo em seguida também defendeu o rebote de Moisés. O jogo terminou com a vitória fora de casa do Botafogo por 3 a 1.
Em 19 de junho, Gatito teve grande atuação na partida contra o Internacional na 13ª rodada do Campeonato Brasileiro. O Botafogo que jogava com 1 a menos desde o início do jogo acabou sofrendo 2 gols ainda no primeiro tempo. No segundo tempo o alvinegro carioca reagiu e conseguiu virar. Gatito foi fundamental para a vitória do Botafogo fora de casa por 3 a 2 defendendo dois chutes cara a cara na pequena área e fazendo outras grandes defesas.
Em 6 de outubro na vitória contra o Avaí, Gatito alcançou a marca de 188 jogos com a camisa do Botafogo, se tornando o jogador estrangeiro com mais jogos pelo clube e ultrapassando o recorde que pertencia ao zagueiro argentino Joel Carli. Na 36º rodada do Campeonato Brasileiro no jogo contra o Atlético Mineiro, Gatito acabou sofrendo uma luxação no ombro após escorregar no campo molhado em uma disputa de bola com o adversário. Ele foi substituído aos 20 minutos do primeiro tempo e a partida terminou com a vitória do Botafogo por 2 a 0 em Belo Horizonte. No total, Gatito esteve em campo em 44 jogos na temporada de 2022, sendo o jogador do Botafogo que mais atuou no ano.

#### 2023
Em 2 de fevereiro de 2023, Gatito Fernández assinou uma renovação de contrato até o fim de 2024 com o Botafogo.
Em 19 de julho, Gatito Fernández voltou a atuar pelo Botafogo no empate em 1 a 1 contra o time argentino do Patronato, jogo válido pela Copa Sul-Americana. O jogo marcou o retorno de Gatito após oito meses sem jogar. Embora o goleiro já estivesse totalmente recuperado há meses da lesão sofrida em um jogo contra o Atlético Minero no final do ano anterior, o retorno aos gramados demorou para acontecer devido às boas atuações do companheiro de time Lucas Perri, que acabou assumindo a titularidade do gol do Botafogo.
Completou 200 jogos pelo Botafogo na partida contra o Atlético Mineiro, válida pela 22ª rodada do Campeonato Brasileiro.

#### 2024
Na temporada de 2024, Gatito foi titular nos primeiros jogos tendo ótima atuação contra o Madureira na primeira rodada do Campeonato Carioca. Tiago Nunes, o então treinador do Botafogo, optou por fazer um rodízio de goleiros colocando Gatito, John (recém contratado do Santos) e Igo Gabriel para atuarem em jogos alternados. Porém, com a lesão de John na sexta rodada do Campeonato Carioca, Gatito voltou a ser a primeira opção do time.
Na Copa Libertadores, Gatito foi decisivo na classificação do Botafogo para a fase de grupos da Copa Libertadores da América, tendo uma ótima atuação no jogo contra o Red Bull Bragantino. Na partida que terminou empatada por 1 a 1, Gatito fez um longo lançamento que deu início a jogada do primeiro gol marcado por Júnior Santos, além de ter feito defesas importantes ao longo da partida, especialmente nos últimos minutos em chute de Helinho à queima-roupa.
Com a suspensão de John na trigésima sexta rodada do Brasileirão, Gatito foi escalado para atuar na penúltima rodada do campeonato no jogo fora de casa contra o Internacional. Gatito foi um dos grandes destaques do time fazendo ao todo 6 defesas e recebendo o prêmio de melhor jogador da partida garantindo a vitória botafoguense por 1 a 0, com um gol marcado pelo venezuelano Jefferson Savarino. A vitória que deixou o Botafogo a um empate do título, marcou também o último jogo de Gatito Fernández com a camisa do clube. Ao longo de 2024, Gatito entrou em campo pelo Botafogo em 22 partidas, sendo 21 delas como titular, participando de forma decisiva das campanhas do título da Copa Libertadores e do Campeonato Brasileiro.
Ao fim da temporada não teve seu contrato renovado. Assim, durante sua estadia no clube carioca, ele disputou 222 partidas, tornando-se o quinto goleiro com mais jogos na história do Botafogo. Com uma carreira consolidada no Brasil desde 2014, Gatito brilhou ao defender impressionantes 47% das cobranças de pênaltis na sua temporada de estreia, em 2017, quando parou oito das 17 penalidades cobradas. Ao todo, foram 44 pênaltis enfrentados na carreira no país, com 15 defesas, um aproveitamento de 35,7%, que o coloca no topo do ranking nacional, ao lado de Felipe Alves e Jandrei.

### Novo retorno ao Cerro Porteño
Em fim de contrato com o Botafogo, Gatito foi anunciado como reforço do Cerro Porteño para 2025.

## Seleção Paraguaia
A primeira convocação de Gatito Fernández para a Seleção Paraguaia foi em 2011. No mesmo ano, o goleiro participou da Copa América ficando na reserva do goleiro Justo Villar e sendo vice-campeão da competição. Sua estreia pela seleção ocorreu somente em 14 de agosto 2013, quando entrou no segundo tempo do jogo contra a Seleção Alemã após uma lesão de Justo Villar. O jogo terminou 3 a 3.
Na Copa América de 2019, Gatito foi o goleiro titular da seleção, sendo eleito o melhor em campo em todas as quatro partidas em que atuou, tornando-se um dos melhores goleiros da competição. Nas quartas de final, contra o Brasil, Gatito fez pelo menos três defesas difíceis no tempo normal, sendo o principal responsável pelo placar de 0 a 0. Na disputa por pênaltis, porém, Gatito não conseguiu defender nenhuma cobrança.

## Vida pessoal
No dia 17 de outubro de 2020, nasceu sua filha, Rafaella. O jogador só revelou o nascimento no dia seguinte, em seu perfil do Instagram.
Em 28 de novembro de 2021, após o jogo entre Botafogo e Guarani no Estádio Olímpico Nilton Santos, Gatito pediu a sua namorada em casamento durante as comemorações dos jogadores botafoguenses pelo título da Série B. Os dois se casaram em agosto de 2022 em uma cerimônia ocorrida na cidade de Assunção, no Paraguai. 
Em 23 de junho de 2022, Gatito recebeu o título de cidadão honorário do Rio de Janeiro. A cerimônia ocorreu na Câmara dos Vereadores da cidade e contou também com a presença do argentino Joel Carli e do americano John Textor que também foram condecorados com o mesmo título.
Em 31 de dezembro de 2022 sua segunda filha, Sophie, nasceu. No seu Instagram, Gatito postou a foto da filha e escreveu "Que maneira de fechar o ano! Bem-vinda, minha Sophie. Muito obrigado, Deus, por este ano maravilhoso".

## Estatísticas de carreira

### Clubes
- Atualizado até 25 de março de 2025[carece de fontes?]

| Clube                      | Temporada                  | Campeonato nacional        | Campeonato nacional | Campeonato nacional | Copa  | Copa | Continental | Continental | Outras competições | Outras competições | Total | Total |
| Clube                      | Temporada                  | Divisão                    | Jogos               | Gols                | Jogos | Gols | Jogos       | Gols        | Jogos              | Gols               | Jogos | Gols  |
| -------------------------- | -------------------------- | -------------------------- | ------------------- | ------------------- | ----- | ---- | ----------- | ----------- | ------------------ | ------------------ | ----- | ----- |
| Cerro Porteño              | 2007                       | Campeonato Paraguaio       | 12                  | 0                   | 0     | 0    | 0           | 0           | 0                  | 0                  | 12    | 0     |
| Cerro Porteño              | 2008                       | Campeonato Paraguaio       | 35                  | 0                   | 0     | 0    | 0           | 0           | 0                  | 0                  | 35    | 0     |
| Cerro Porteño              | 2009                       | Campeonato Paraguaio       | 22                  | 0                   | 0     | 0    | 0           | 0           | 0                  | 0                  | 22    | 0     |
| Estudiantes (emprestado)   | 2009–10                    | Campeonato Argentino       | 0                   | 0                   | 0     | 0    | 0           | 0           | 0                  | 0                  | 0     | 0     |
| Racing (emprestado)        | 2010–11                    | Campeonato Argentino       | 15                  | 0                   | 0     | 0    | 0           | 0           | 0                  | 0                  | 15    | 0     |
| Utrecht (emprestado)       | 2011–12                    | Eredivisie                 | 13                  | 0                   | 0     | 0    | 0           | 0           | 0                  | 0                  | 13    | 0     |
| Cerro Porteño              | 2012                       | Campeonato Paraguaio       | 5                   | 0                   | 0     | 0    | 2           | 0           | 0                  | 0                  | 7     | 0     |
| Cerro Porteño              | 2013                       | Campeonato Paraguaio       | 37                  | 0                   | 0     | 0    | 2           | 0           | 0                  | 0                  | 39    | 0     |
| Cerro Porteño              | 2014                       | Campeonato Paraguaio       | 11                  | 0                   | 0     | 0    | 8           | 0           | 0                  | 0                  | 19    | 0     |
| Cerro Porteño              | Cerro Porteño total        | Cerro Porteño total        | 122                 | 0                   | 0     | 0    | 12          | 0           | 0                  | 0                  | 134   | 0     |
| Vitória                    | 2014                       | Série A                    | 15                  | 0                   | 0     | 0    | 4           | 0           | 0                  | 0                  | 19    | 0     |
| Vitória                    | 2015                       | Série B                    | 24                  | 0                   | 0     | 0    | 0           | 0           | 0                  | 0                  | 24    | 0     |
| Vitória                    | Vitória total              | Vitória total              | 39                  | 0                   | 0     | 0    | 4           | 0           | 0                  | 0                  | 43    | 0     |
| Figueirense                | 2016                       | Série A                    | 28                  | 0                   | 1     | 0    | 2           | 0           | 18                 | 0                  | 49    | 0     |
| Figueirense                | Figueirense total          | Figueirense total          | 28                  | 0                   | 1     | 0    | 2           | 0           | 18                 | 0                  | 49    | 0     |
| Botafogo                   | 2017                       | Série A                    | 31                  | 0                   | 5     | 0    | 13          | 0           | 10¹                | 0                  | 59    | 0     |
| Botafogo                   | 2018                       | Série A                    | 8                   | 0                   | 0     | 0    | 1           | 0           | 9                  | 0                  | 18    | 0     |
| Botafogo                   | 2019                       | Série A                    | 30                  | 0                   | 4     | 0    | 6           | 0           | 8                  | 0                  | 48    | 0     |
| Botafogo                   | 2020                       | Série A                    | 8                   | 0                   | 6     | 0    | 0           | 0           | 11²                | 0                  | 25    | 0     |
| Botafogo                   | 2021                       | Série B                    | 0                   | 0                   | 0     | 0    | 0           | 0           | 0                  | 0                  | 0     | 0     |
| Botafogo                   | 2022                       | Série A                    | 32                  | 0                   | 2     | 0    | 0           | 0           | 10                 | 0                  | 44    | 0     |
| Botafogo                   | 2023                       | Série A                    | 1                   | 0                   | 0     | 0    | 5           | 0           | 0                  | 0                  | 6     | 0     |
| Botafogo                   | 2024                       | Série A                    | 4                   | 0                   | 0     | 0    | 7           | 0           | 11                 | 0                  | 22    | 0     |
| Botafogo                   | Botafogo total             | Botafogo total             | 114                 | 0                   | 17    | 0    | 32          | 0           | 59                 | 0                  | 222   | 0     |
| Cerro Porteño              | 2025                       | Campeonato Paraguaio       | 8                   | 0                   | 0     | 0    | 3           | 0           | 0                  | 0                  | 11    | 0     |
| Total de jogos na carreira | Total de jogos na carreira | Total de jogos na carreira | 339                 | 0                   | 18    | 0    | 53          | 0           | 77                 | 0                  | 487   | 0     |

¹  Na temporada de 2017 na seção de "Outras Competições" foram contabilizados 9 jogos do Campeonato Carioca e 1 jogo amistoso.

²  Na temporada de 2020 na seção de "Outras Competições" foram contabilizados 8 jogos do Campeonato Carioca e 3 jogos amistosos.

### Seleção nacional
- Atualizado até 26 de março de 2025[carece de fontes?]

| Seleção nacional | Ano   | Jogos | Gols |
| ---------------- | ----- | ----- | ---- |
| Paraguai         | 2011  | 0     | 0    |
| Paraguai         | 2012  | 0     | 0    |
| Paraguai         | 2013  | 1     | 0    |
| Paraguai         | 2014  | 3     | 0    |
| Paraguai         | 2015  | 0     | 0    |
| Paraguai         | 2016  | 0     | 0    |
| Paraguai         | 2017  | 1     | 0    |
| Paraguai         | 2018  | 1     | 0    |
| Paraguai         | 2019  | 10    | 0    |
| Paraguai         | 2020  | 1     | 0    |
| Paraguai         | 2022  | 1     | 0    |
| Paraguai         | 2024  | 6     | 0    |
| Paraguai         | 2025  | 2     | 0    |
| Total            | Total | 26    | 0    |

## Defesas de pênalti
Em 222 partidas pelo Botafogo, Gatito defendeu treze pênaltis: seis no tempo normal e sete em disputas por pênaltis.
Lista de pênaltis defendidos pelo Botafogo
| N.º | Data                    | Competição            | Placar | Adversário    | Cobrador         | Situação             | Ref.   |
| --- | ----------------------- | --------------------- | ------ | ------------- | ---------------- | -------------------- | ------ |
| 1   | 22 de fevereiro de 2017 | Libertadores          | 0–1    | Olimpia       | Richard Ortiz    | Disputa por pênaltis | [ 58 ] |
| 2   | 22 de fevereiro de 2017 | Libertadores          | 0–1    | Olimpia       | Jorge Mendoza    | Disputa por pênaltis | [ 58 ] |
| 3   | 22 de fevereiro de 2017 | Libertadores          | 0–1    | Olimpia       | Julián Benítez   | Disputa por pênaltis | [ 58 ] |
| 4   | 26 de abril de 2017     | Copa do Brasil        | 2–1    | Sport         | Diego Souza      | Tempo normal         | [ 59 ] |
| 5   | 2 de julho de 2017      | Campeonato Brasileiro | 0–1    | Corinthians   | Jô               | Tempo normal         | [ 60 ] |
| 6   | 29 de julho de 2017     | Campeonato Brasileiro | 3–4    | São Paulo     | Christian Cueva  | Tempo normal         | [ 61 ] |
| 7   | 13 de agosto de 2017    | Campeonato Brasileiro | 1–0    | Grêmio        | Marcelo Oliveira | Tempo normal         | [ 62 ] |
| 8   | 24 de setembro de 2017  | Campeonato Brasileiro | 3–2    | Coritiba      | Thiago Carleto   | Tempo normal         | [ 63 ] |
| 9   | 8 de abril de 2018      | Campeonato Carioca    | 1–0    | Vasco da Gama | Werley           | Disputa por pênaltis | [ 64 ] |
| 10  | 8 de abril de 2018      | Campeonato Carioca    | 1–0    | Vasco da Gama | Henrique         | Disputa por pênaltis | [ 64 ] |
| 11  | 19 de fevereiro de 2020 | Copa do Brasil        | 1–1    | Náutico       | Ronaldo Alves    | Disputa por pênaltis | [ 65 ] |
| 12  | 19 de fevereiro de 2020 | Copa do Brasil        | 1–1    | Náutico       | Guillermo Paiva  | Disputa por pênaltis | [ 65 ] |
| 13  | 4 de setembro de 2022   | Campeonato Brasileiro | 3–1    | Fortaleza     | Robson           | Tempo normal         | [ 66 ] |

## Títulos
Cerro Porteño
- Campeonato Paraguaio: 2009 (Apertura) e 2013 (Clausura)

Botafogo
- Campeonato Carioca: 2018
- Campeonato Brasileiro - Série B: 2021
- Taça Rio: 2023 e 2024
- Copa Libertadores da América: 2024
- Campeonato Brasileiro: 2024

### Outras Campanhas destacadas
Estudiantes
- Mundial de Clubes de 2009 - Vice-campeão

Seleção Paraguaia
- Copa América de 2011 - Vice-campeão

## Prêmios Individuais
Botafogo
- Melhor goleiro da Copa do Brasil 2017
- Troféu EFE Brasil: 2017

Seleção Paraguaia
- Melhor jogador da partida da Copa América de 2019: Paraguai 2–2 Qatar, Argentina 1–1 Paraguai, Colômbia 1–0 Paraguai, Brasil 0 (4)–(3) 0 Paraguai